# Piz da Cävi
Der Piz da Cävi ist ein Berg im Schweizer Kanton Graubünden.
Der Gipfel liegt auf einer Höhe von 2843 m ü. M. und gehört zum Gemeindegebiet von Bregaglia.